# Тавли
Тавли́ (рос. Тавлы) — село у складі Зирянського району Томської області, Росія. Входить до складу Високівського сільського поселення.

## Населення
Населення — 21 особа (2010; 71 у 2002).
Національний склад (станом на 2002 рік):
- росіяни — 99 %